# Vassili Lobanov
Vassili Pavlovitch Lobanov (en russe: Василий Павлович Лобанов; en allemand: Wassili Pawlowitsch Lobanow), également Vassily Lobanov, né le 2 janvier 1947 à Moscou, est un compositeur et pianiste russe. Il habite depuis 1991 en Allemagne.

## Biographie
Lobanov étudie le piano de 1963 à 1971 au conservatoire de Moscou auprès de Lev Naoumov, et le composition auprès de Sergueï Balassanian. De plus, il étudie la musicologie sous la houlette de Iouri Kholopov et l'instrumentation avec Alfred Schnittke.
Il a joué en duo de pianos (1982-1985) avec Sviatoslav Richter; en trio avec piano (1977-1990) avec Oleg Kagan et Natalia Gutman; en quatuor avec piano (à ce jour) avec Viktor Tretiakov, Youri Bachmet et Natalia Gutman.
Depuis 1997, il est professeur de piano au conservatoire de Cologne où il compte notamment parmi ses élèves Bruno Vlahek. À partir de 2016, le professeur Vassili Lobanov enseigne aussi à l'Académie de musique Kalaidos de Zurich. 
Il a composé des opéras, des concertos, des romances, de la musique de chambre, trois toccatas pour orgue, et des morceaux pour piano, ainsi que des symphonies. En tant que compositeur, Lobanov reconnaît l'influence de Rachmaninov, Messiaen et Chostakovitch. Son style change radicalement dans les années 1980, abandonnant son style compliqué antérieur au profit d'un idiome néotonal plus épuré qu'il appelle lui-même parfois «drame minimaliste».
Il est le fondateur et le directeur artistique du festival de musique de chambre d'Osnabrück (Osnabrücker Kammermusiktage), entre 1997 et 2001.

## Quelques œuvres

### Opéras
- Antigone op.51, opéra en trois actes d'après Sophocle (1985-1987; 1989, Théâtre d'opéra et de ballet de Sverdlovsk - aujourd'hui Ekaterinbourg)
- Le Père Serge op.57 (version concert 1995, Loccum), opéra en un acte d'après la nouvelle de Léon Tolstoï

### Œuvres vocales
- Le Lieutenant Schmidt op. 31, oratorio (1979)
- Gott-Nachtigall: cantate op. 61 d'après Ossip Mandelstam (œuvre commandée pour le Festival de Berlin 1991)
- 7 Lieder pour baryton, soprano et piano (textes de Shakespeare et Emily Dickinson), œuvre de commande pour SR, 2001 Sarrebruck, Robert Holl, Katrin Glaser.

### Œuvres instrumentales
- Symphonie op. 22 (1979, Automne de Moscou);
- Concerto pour piano, op. 65 (1981, Automne de Moscou);
- Concerto pour piano op. 64 (commande pour la Semaine internationale de Lucerne 1993);
- Concerto pour violoncelle op. 42 (1985, Automne de Moscou, Natalia Gutman / Guennadi Rojdestvenski);
- Concerto pour viole op. 53 (1990, Rolandseck, Youri Bachmet);
- Concerto pour viole op. 71 (1998, Stadthagen, D. Poppen);
- Concerto pour trompettes op. 70 (commande pour l'orchestre de chambre de Munich, 1998, Markus Stockhausen, Christoph Poppen)
- Double concerto pour clarinette, violons et orchestre de chambre op. 65 (commande pour l'orchestre de chambre de Detmold, 1995, P. Meyer / Ch. Poppen);
- Quatuor à cordes op. 49 (commande pour le quatuor Chostakovitch, 1988)
- Quatuor à cordes op. 50 (commande pour le Festival de Kuhmo, 1988)
- Quintette pour piano op. 68 (commande pour le Festival de Santa Fe, 1991)
- Quatuor pour piano op. 68 (commande pour le Concertgebouw d'Amsterdam, 1996)
- Trio à cordes op. 69 (commande pour le Festival de musique de chambre de Saarbruck, 1996, Graffin/Poppen/Ferschtman);
- Quintette pour clarinette op. 72 (Osnabrück 1999, Brunner/Martin/Contzen/Poppen/Helmerson);
- Sonate pour clarinette op. 45 (commande pour E. Brunner, Kuhmo 1985);
- Sonate pour violoncelle op. 54 (commande pour le Festival Almeida de Londres, 1989, K. Georgian);
- Sonate pour violon "en six fragments" op. 56 (commande pour le Festival de Glasgow, 1989, O. Kagan);
- Sonate pour viole op. 58 (1990, Bonn, D. Poppen).